# Spariolenus tigris
Spariolenus tigris là một loài nhện trong họ Sparassidae.
Loài này thuộc chi Spariolenus. Spariolenus tigris được Eugène Simon miêu tả năm 1880.